# Premios Tu Mundo 2014
Premios Tu Mundo 2014 est la troisième cérémonie annuelle de remise de prix produite par Telemundo et diffusée en direct le 21 août 2014. Elle a été animée par Gaby Espino et Aarón Diaz. 

## Gagnants et nommés

### Novelas[1],[2]
| Novela of the Year | Favorite Lead Actress |
| --- | --- |
| - Santa Diabla - El Señor de los Cielos 2 - En otra piel - Marido en alquiler | - Gaby Espino - Santa Diabla - María Elisa Camargo - En otra piel - Carmen Villalobos - El Señor de los Cielos - Sonya Smith - Marido en alquiler |
| Favorite Lead Actor | The Best Bad Boy |
| - Rafael Amaya - El Señor de los Cielos - Aarón Díaz - Santa Diabla - David Chocarro - En otra piel - Jorge Luis Pila - En otra piel                                                                      | - Carlos Ponce - Santa Diabla - Mauricio Ochmann - El Señor de los Cielos - Miguel Varoni - Marido en alquiler - Fabián Rios - Dama y obrero      |
| The Best Bad Girl | Best Supporting Actress |
| - Ximena Duque - Santa Diabla - Fernanda Castillo - El Señor de los Cielos - Maritza Rodríguez - Marido en alquiler - Christian Bach - La impostora                                                       | - Daniela Navarro - Marido en alquiler - Frances Ondiviela - Santa Diabla - Maricela González - En otra piel - Silvana Arias - En otra piel       |
| Best Supporting Actor | First Actor |
| - Gabriel Coronel - Marido en alquiler - Ariel Texido - Marido en alquiler - Ricardo Chávez - Marido en alquiler - Raúl Méndez - El Señor de los Cielos                                                   | - Manuel Landeta - La impostora - Guillermo Quintanilla - En otra piel - Javier Gómez - En otra piel - Fred Valle - Santa Diabla                  |
| First Actress | Favorite Young Actor |
| - Gilda Haddock - Santa Diabla - Alba Roversi - Marido en alquiler - Felicia Mercado - Dama y obrero - Zully Montero - Santa Diabla                                                                       | - Kimberly Dos Ramos - Marido en alquiler - Gala Montes - En otra piel - Kendra Santacruz - En otra piel - Macarena Oz - La impostora             |
| The Perfect Couple | Best Bad Luck Moment |
| - Gaby Espino and Carlos Ponce - Santa Diabla - Fernanda Castillo and Rafael Amaya - El Señor de los Cielos - Gaby Espino and Aarón Díaz - Santa Diabla - Sonya Smith and Juan Soler - Marido en alquiler | - Santa Diabla - Camelia la Texana - Dama y obrero - Marido en alquiler                                                                           |